# 大庆街道 (蚌埠市)
大庆街道是中国安徽省蚌埠市禹会区下辖的一个街道，位于蚌埠市西部。辖区总面积8.4平方公里，街道下辖11个社区居委会，人口5万。

## 交通
G3京台高速合徐段、206国道、计划建设的中环线快速路西段穿过辖区，此外还有长征路、胜利路、涂山路等城市主干道。